# Chao Shou-po

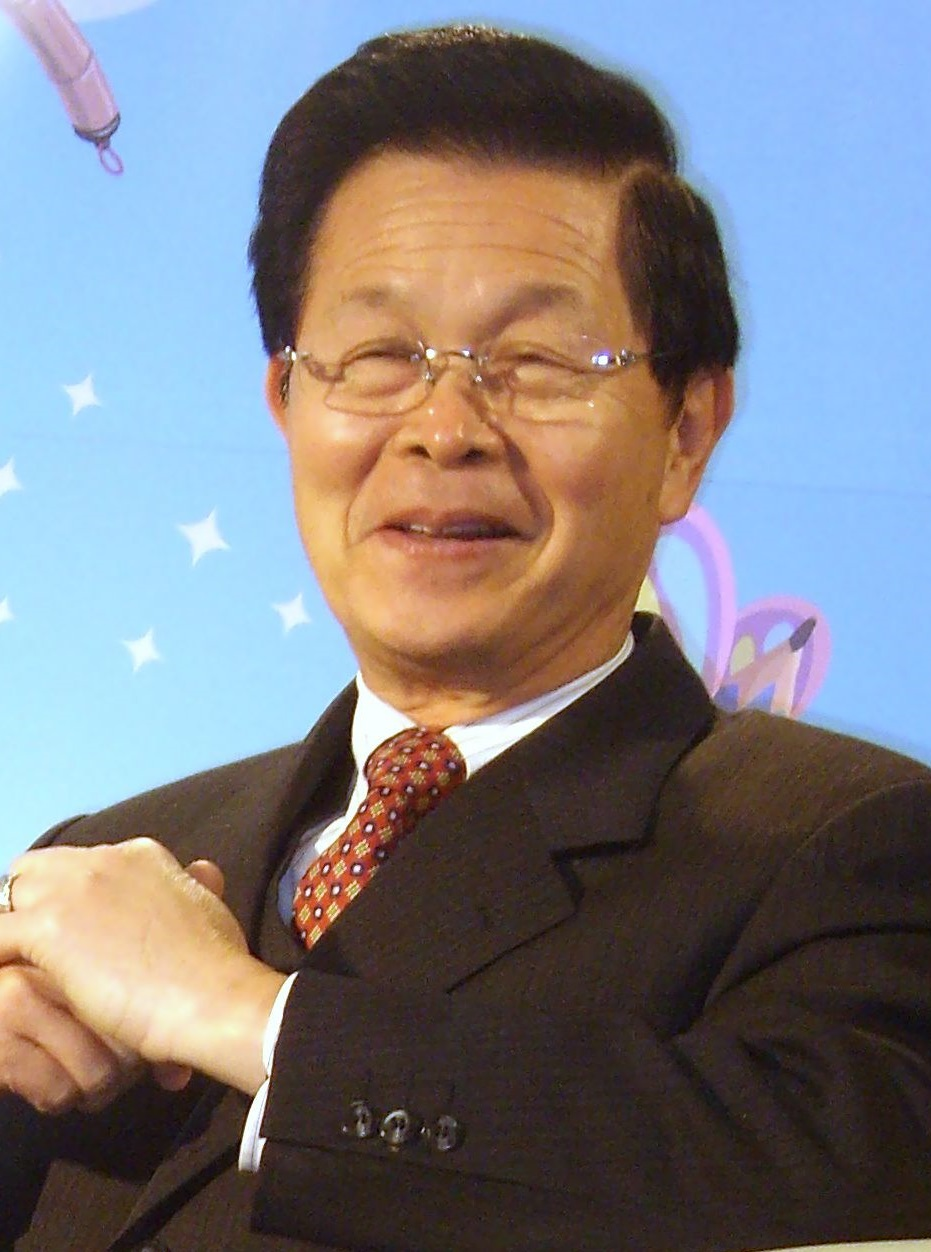
Chao Shou-po (2008)

Chao Shou-po (chinesisch 趙守博, Pinyin Zhào Shǒubó; * 1. März 1941 in Rokkō, Bezirk Shōka, Präfektur Taichū, Generalgouvernement Taiwan, Japanisches Kaiserreich, heute: Lukang, Landkreis Changhua) ist ein taiwanischer Jurist, Hochschullehrer und Politiker der Kuomintang, der unter anderem mehrere Ministerämter im Exekutiv-Yuan bekleidete, von 1998 bis 2000 Gouverneur der Provinz Taiwan sowie zwischen 2005 und 2012 Kommissar der Chinese Professional Baseball League (CPBL) war.

## Leben
Chao Shou-po absolvierte nach dem Besuch der renommierten First High School in Taichung ein Studium der Rechtswissenschaften an der Central Police University in Taoyuan, das er 1963 mit einem Bachelor of Laws (LL.B.) beendete. Ein darauf folgendes postgraduales Studium der Rechtswissenschaften an der Law School der University of Illinois at Urbana-Champaign schloss er 1967 mit einem Master of Laws (LL.M.) ab und beendete 1972 seine Promotion zum Doctor of Juridical Science (S.J.D.) ebenfalls an der University of Illinois. Nach seiner Rückkehr war er on 1972 bis 1977 Professor für Rechtswissenschaften am Central Police College und lehrte Verfassungsrecht, Völkerrecht und Strafrecht. unter anderem in der Regierung der Provinz Taiwan sowie für das China Youth Corps, eine 1952 gegründete Jugendorganisation, die Jugendlichen eine militärische Grundausbildung anbot, bevor sie in die Streitkräfte der Republik China eingezogen wurden.
Am 24. Februar 1989 wurde Chao erstmals in den Exekutiv-Yuan, die Regierung Taiwans, berufen und fungierte als Nachfolger von Cheng Shuei-chih in den Kabinetten der Premierminister Yu Kuo-hwa (1984 bis 1989), Lee Huan (1989 bis 1990) Hau Pei-tsun (1990 bis 1993) und Lien Chan (1993 bis 1997) bis zu seiner Ablösung durch Hsieh Shen-shan 1994 als Minister des Rates für Arbeitsangelegenheiten und damit als Arbeitsminister. Zugleich war er im Kabinett von Premierminister Lien Chan als Nachfolger von Li Ho-kao vom 15. Mai 1993 bis zum 1. September 1997 Generalsekretär des Exekutiv-Yuanals, woraufhin Chang Yu-hsui ihn ablöste. 1995 wurde er mit Past Distinguished Alumni Award der juristischen Fakultät der University of Illinois at Urbana-Champaign geehrt. In der Regierung von Premierminister Vincent Siew übernahm er zwischen dem 15. September 1997 und dem 21. Dezember 1998 schließlich den Posten als Minister ohne Geschäftsbereich.
Nach seinem Ausscheiden aus der Regierung übernahm Chao Shou-po am 21. Dezember 1998 von James Soong das Amt als Gouverneur der Provinz Taiwan und bekleidete dieses bis zu seiner Ablösung durch Chang Po-ya am 2. Mai 2000. Im Anschluss fungierte er unter anderem 2001 als Vorsitzender des Organisations- und Entwicklungsausschusses der KMT. Seit 2002 lehrt er als Professor und Inhaber eines Lehrstuhls an der Graduate School of Management der I-Shou-Universität in Kaohsiung und darüber hinaus als Professor für internationales Strafrecht am Institut für Seerecht der National Taiwan Ocean University (NTOU) in Keelung.
Als Nachfolger von Harvey Tung wurde Chao am 21. Dezember 2005 Kommissar der Chinesischen Profi-Baseball-Liga CPBL (Chinese Professional Baseball League) und hatte dieses Amt bis zum 12. März 2012 inne, woraufhin Huang Chen-tai ihn ablöste. Er engagierte sich zudem in der Pfadfinderbewegung und war von 2012 bis 2015 Vorsitzender des Asia-Pacific Regional Scout Committee, des Regionalkomitees der Pfadfinder in der Asien-Pazifik-Region. 2003 wurde er mit dem Bronze Wolf ausgezeichnet, die einzige Auszeichnung, die von der World Organization of the Scout Movement (WOSM), dem größten der Weltpfadfinderverbände, verliehen wird. Er war zudem später Mitglied des Zentralen Beirates der Kuomintang und erklärte als solches im Juli 2019 öffentlich, dass der damalige Bürgermeister von Kaohsiung, Han Kuo-yu, bis zum Ende der Präsidentschaftswahlen 2020 mit dem Trinken aufhören sollte sowie dass die Leistung und das Verhalten von Han, den die KMT offiziell als Präsidentschaftskandidaten nominierte, genau unter die Lupe genommen würden. Eine Kandidatur für das Präsidentenamt sei etwas anderes als eine Kandidatur für das Bürgermeisteramt oder für den Posten des Generaldirektors von Taipei Agricultural Products Marketing, sagte Chao und bezog sich dabei auf Hans Posten, bevor er im Vorfeld der Kommunalwahlen 2018 zum Vorsitzenden der KMT-Sektion Kaohsiung ernannt wurde. Die KMT müsse Han dabei helfen, ein starkes Wahlkampfteam aufzubauen und sein Wissen über nationale Politik, Außenpolitik, die Beziehungen zwischen beiden Seiten der Taiwanstraße und Wirtschaftsfragen zu verbessern, denn Kenntnisse in nationalen Angelegenheiten seien notwendig, da Han schließlich mit Staatspräsidentin Tsai Ing-wen debattieren müsse, die zur Wiederwahl kandidiere, sagte Chao.